# Голям Узен
Голя̀м Узѐн (на руски: Большо̀й Узѐнь; на казахски: Үлкен Өзен, Қараөзен) е река в Европейска Русия, Саратовска област и Казахстан, Западноказахстанска област. Дължината ѝ е 650 km. Влива се в безотточнете Камъш-Самарски езера в северната част на Прикаспийската низина
Река Голям Узен води началото си от югозападните склонове на възвишението Общ Сърт на 125 m н.в., на 8 km североизточно от село Милорадовка, Краснопартизански район на Саратовска област. По цялото се протежение реката тече в южна и югоизточна посока през степни и полупустинни райони. Дължината на реката при пълноводие е 650 km, но действителната дължина, по която има целогодишно водно течение е около 400 km. По цялото си протежение долината на реката е сравнително дълбока спрямо околния равнинен терен със стръмни брегове. В някои участъци има прагове и бързеи. В горното течение водата е целогодишно сладка, в средното и долно течение – в края на лятото, а през есента и зимата водата става горчиво-солена и е негодна за позване. При пълноводие се влива в Камъш-Самарските езера, на -10 m н.в., на 1,5 km западно от село Саръкол, Западноказахстанска област на Казахстан. Камъш-Самарските езера представляват обширна система от малки горчиво-солени езера и блата.
Водосборният басейн на Голям Узен обхваща площ от 14 300 до 15 600 km2, тъй като източната му граница с водосборния басейн на река Урал не може да бъде точно определена. Във водосборния басейн на реката попадат части от териториите на Саратовска област, Русия и Западноказахстанска област, Казахстан.
Границите на водосборния басейн на реката са следните:
- на север – водосборния басейн на река Голям Иргиз, ляв приток на Волга;
- на изток – водосборния басейн на река Урал;
- на запад – водосборния басейн на река Малък Узен, пресъхваща в северната част на Прикаспийската низина.

Река Голям Узен получава малко притоци, като най-големи са: Алтата (ляв, влива се при село Осинов Гай, Саратовска област) и Чертанла (ляв, влива се при град Новоузенск, Саратовска област).
По течението на реката са разположени град Новоузенск и село Александров Гай (районен център) в Саратовска област и село Жалпактал в Западноказахстанска област.
Водите на реката в горното и средното ѝ течение се използват за напояване на обширните обработваеми района. През 1973 г. е изграден Саратовския напоителен канал, по който от 15 април до 15 ноември постъпва вода от река Голям Иргиз с дебит от 13,2 m3/s. В резултата на това хидроложкия режим на Голям Узен рязко се изменя и през сухия летен сезон се наблюдава постоянен воден отток по цялото протежение на реката.